# Bultsvetsning

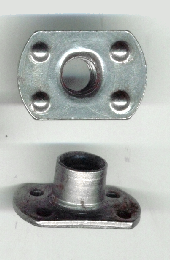
Svetsbussning på platta

Bultsvetsning är en teknik som liknar ljusbågesvetsning där ett fästelement eller en specialformad bussning svetsas på en annan metalldel, vanligtvis en basmetall eller substrat. Fästelementet kan ha olika former, men faller vanligtvis under utvändigt gängade, ogängade eller invändigt gängade. Bultarna förekommer även för att matas in automatiskt i bultsvetsmaskinen. Svetsbussningar har vanligtvis en fläns med små nubbar som smälter för att bilda svetsen. Svetsbultar används i bultsvetssystem. Olika tillverkare tillhandahåller svetsbultar för de två huvudformerna av bultsvetsning: Bultsvetsning med kondensatorurladdning (CD) och ljusbågesvetsning (DA och SC)

## Bultsvetsning med ljusbåge (DA)

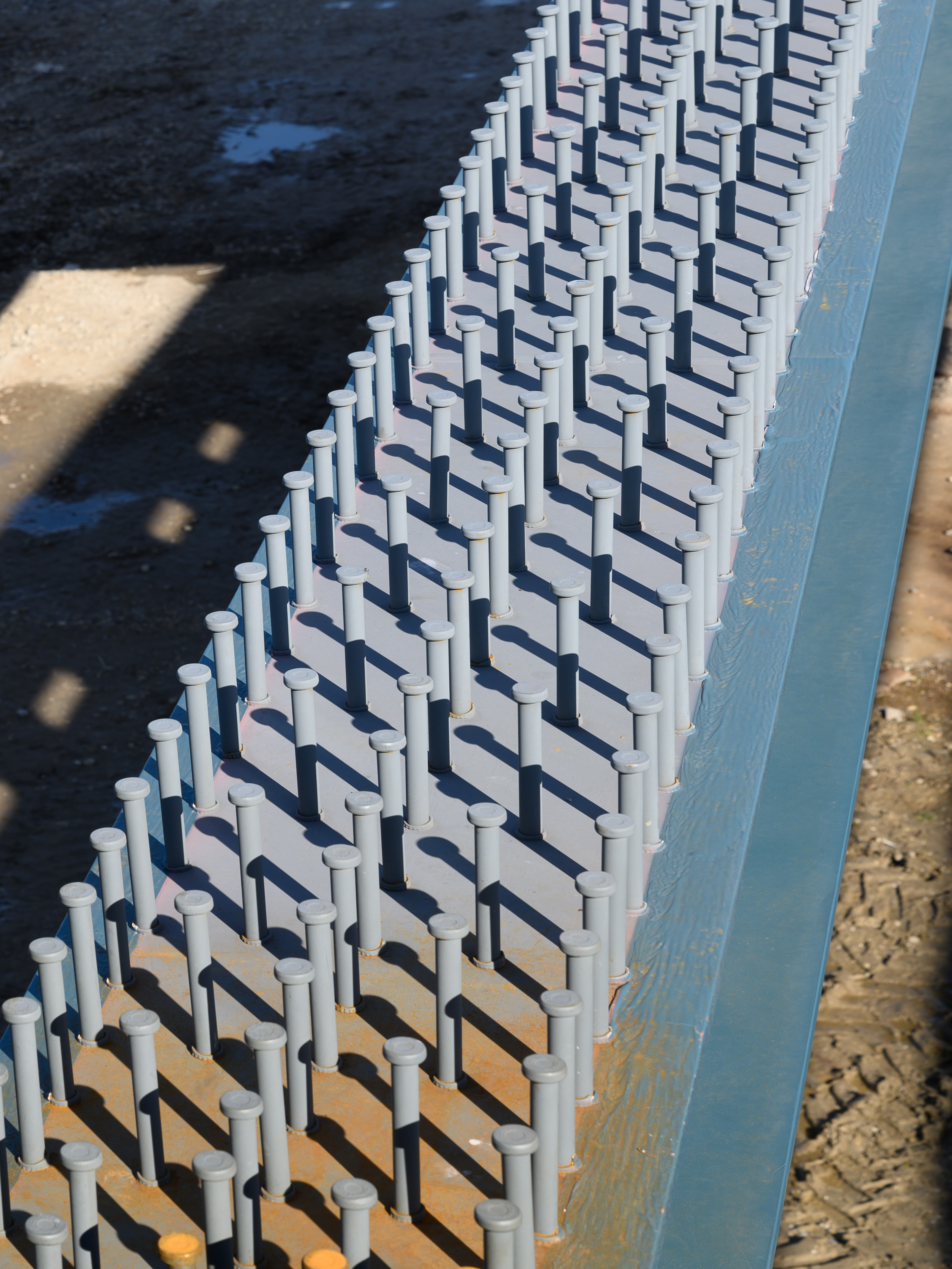
Bultsvetsade ankare på en brobalk

Ljusbågesvetsning (Drawn arc eller Arc) förenar en bult och ett annat metallstycke genom att värma båda delarna med en ljusbåge. Bulten är vanligtvis förenad med en platt yta genom att själva bulten används som en av elektroderna. Polariteten som används vid bultsvetsning beror på vilken typ av metall som används. Svetsning av aluminium, till exempel, skulle vanligtvis kräva positiv likströmselektrod (DCEP). Svetsning av stål skulle kräva negativ likströmselektrod (DCEN).
Ljusbågesvetsning används primärt för strukturella syften och svetsning av bultar av grövre dimension.
Vid bultsvetsning med ljusbåge används en spets av fluss och någon form av hylsa, ofta en keramisk ring som koncentrerar värmen, förhindrar oxidation och håller kvar den smälta metallen i svetszonen. Hylsan är för engångsbruk och avlägsnas i regel efter att svetsen är klar. 
Denna metod ger minimal genombränning i arbetsstycket, vilket skiljer bultsvetsning från andra fästprocesser.

### Bultar för ljusbågesvetsning
Bultar för ljusbågesvetsning förekommer från 1/8 till 11⁄4 tum i diameter. Längderna kan varieras från 3/8" till 60" (för deformerade stänger). Bågbultar är vanligtvis preparerade med en kula av aluminiumfluss på svetsänden, som krävs för att initiera svetsprocessen. Bultar för ljusbågesvetsning är vanligtvis gjorda av mjukt stål och rostfritt stål.

## Bultsvetsning med korttidständning (SC)
Bultsvetsning med korttidständning (Short cycle eller SC) är en snabbare form av ljusbågsvetsning som kan använda svetsbultar för kondensatorurladdning istället för svetsbultar för ljusbågesvetsning. Denna metod kan svetsa bultar till en tunnare plåt än ljusbågesvetsning, även om den inte uppnår fogar som är lika starka eller penetrerande. Det kräver inte heller användning av keramiska hylsor. Ibland förekommer bruk av skyddsgas i en sådan process, för att minska stänk.

## Bultsvetsning med kondensatorurladdning (CD)
Bultsvetsning med kondensatorurladdning skiljer sig från ljusbågesvetsning genom att den förstnämnde metoden inte kräver fluss. Svetstiden är kortare, vilket gör att fogen kan bildas med ytterst lite oxidation och värmespridningen begränsas. Det möjliggör även för stift, pinnar och bultar med mindre diametrar att svetsas samman med tunna lättviktsmaterial. Den här processen använder en likström från en kraftig kondensator (ofta mer än en kondensator). Tiden för själva svetsningen är mellan 1 och 6 millisekunder. Bultsvetsning med modern utrustning för kondensatorurladdning ger oftast ingen synlig genombränning, även vid fogning till väldigt tunna metaller. Bultsvetsning med CD-metoden används ofta för pinnar, stift och bultar av mindre diameter, men även material som normalt inte skulle vara standard och för precision.

### Bultar för svetsning med kondensatorurladdning
Bultar och stift för svetsning med kondensatorurladdning förekommer i storlekar mellan 14 gauge till 3/8 tum i diameter. De förekommer i många olika längder, från 1/4 tum till 5 tum och större. De är vanligtvis tillverkade av mjukt eller rostfritt stål, mässing, aluminium och aluminiumlegering. Spetsen på bultens svetsände har två syften:
- Den fungerar som en tidsinställning för att hålla stiftet eller bulten på rätt avstånd från basmaterialet.
- Den smälter när användaren trycker på svetspistolens avtryckare.

När spetsen smälter hjälper bidrar den till svetsfogen mot basmaterialet.

## Bultsvetsning med automatiseing och robot
Portabla maskiner för bult- och stiftsvetsning finns tillgängliga i olika utföranden. Svetsningen kan även automatiseras, med kontroller för ljusbågsbildning och applicering av tryck. CNC-bultsvetsmaskiner kan öka hastigheten och precisionen i tillverknings- och konstruktionsarbeten. Bultsvetsning är mångsidigt; typiska applikationer inkluderar bilkarosserier, elskåp, skeppsbyggnad och byggnadskonstruktion. Skeppsbyggnad är en av de äldsta användningsområdena för bultsvetsning och processen revolutionerade varvsindustrin. Andra tillverkningsindustrier kan också använda bultsvetsning för en mängd olika ändamål, från elektriska och mekaniska till dekorativa och konsumentprodukter.

## Standarder
Följande standarder förekommer inom bultsvetsning:
- ISO 13918 - Welding - Studs and ceramic ferrules for arc stud welding
- ISO 14555 - Welding - Arc stud welding of metallic materials